# Mioawateria
Mioawateria is een geslacht van weekdieren uit de klasse van de Gastropoda (slakken).

## Soorten
- Mioawateria aitanga Grant-Mackie & Chapman-Smith, 1971 †
- Mioawateria asarotum Sysoev, 1997
- Mioawateria bigranulosa (Okutani, 1964)
- Mioawateria ektonos Morassi & Bonfitto, 2010
- Mioawateria expalliata (Laws, 1947) †
- Mioawateria extensa (Dall, 1881)
- Mioawateria extensaeformis (Schepman, 1913)
- Mioawateria malmii (Dall, 1889)
- Mioawateria personata (Powell, 1942) †
- Mioawateria rhomboidea (Thiele, 1925)
- Mioawateria sinusigera (Powell, 1942) †
- Mioawateria vivens Morassi & Bonfitto, 2013
- Mioawateria watsoni (Dautzenberg, 1889)